# Carex norvegica
Carex norvegica — вид багаторічних трав'янистих рослин родини осокові (Cyperaceae).

## Опис
Стебла 5–35 см, із закругленими кутами, гладкі або шорсткі периферично. Листя 2–3 мм шириною. Найнижчий приквіток перевищує суцвіття, без або з дуже короткою оболонкою. Колоски кулясті або довгасті, 4–10 × 3–6 мм. Маточкові луски темно-коричневого або чорного кольору. Мішечки зелені, стають темно-коричневими або фіолетово-чорними, без жилок, еліптичні або обернено-яйцюваті, 2–2,5 × 1,25–1,5 мм, часто мілко пилчасті периферично, з дзьобом 0,1–0,3 мм. 2n=54, 56, 66.

## Поширення
Північна Америка: уся територія Канади, Аляска, Гренландія, західна і північна континентальна частина США; Європа: Австрія, Ліхтенштейн, Велика Британія, Фінляндія, Франція, Швейцарія, Ісландія, Італія, Норвегія, Росія, Швеція; Азія: Сибір і Далекий Схід Росії.
Цей вид трапляється в субарктичних, високо гірських і субальпійських місцях. Зазвичай живе в неповністю осушених вологих кислих районах і на периферії боліт і серед прибережних громад в тому числі на вологих моховитих берегах струмків, ставків, боліт. Він також населяє вологі луки, тундру, вересові пустища, рідколісся, лісові узлісся, трав'янисті схили й сухі кислі області, включаючи пустки, морени, гірські скельні виходи та скельні уступи.

## Загрози та охорона
Існують загальні загрози, наприклад, осушення боліт, вторгнення екзотичних видів, вибивання пасовищ і зміни в землекористуванні хоча точно не відомо, яким чином це впливає на вид. Потенціал регенерації може бути досить хорошим, враховуючи кореневищні звички, велику кількість насіння, вироблених зрілими рослинами й досить високу схожість насіння. Субарктична й субальпійська флора вважається дуже сприйнятливою до впливу зміни клімату, тому цей вид був відзначений як потенційно уразливим у Норвегії. Вид трапляється в охоронних районах в деяких частинах ареалу, де, як відомо, зростає рідко.